# Francesca Barale
Francesca Barale (Domodossola, 29 april 2003) is een Italiaans wegwielrenster die sinds 2022 uitkomt voor Team dsm-firmenich PostNL. 

## Palmares
2020
 Italiaans kampioen op de weg, junioren
 Italiaans kampioenschap tijdrijden, junioren
2021
Bergklassement Ronde van Gévaudan Occitanie
 Italiaans kampioen tijdrijden, junioren

### Resultaten in voornaamste wedstrijden
| Jaar | Ronde van Italië | Ronde van Frankrijk | Ronde van Spanje |
| ---- | ---------------- | ------------------- | ---------------- |
| 2022 |                  |                     | 41e              |
| 2023 | 30e              |                     | 41e              |
| 2024 |                  |                     |                  |
| 2025 | 64e              | 48e                 |                  |

| Jaar | Milaan-San Remo | Ronde van Vlaanderen | Amstel Gold Race | Luik-Bast.‑Luik | Strade Bianche | Brabantse Pijl | Dwars door Vlaanderen |
| ---- | --------------- | -------------------- | ---------------- | --------------- | -------------- | -------------- | --------------------- |
| 2022 |                 |                      |                  | 64e             |                | opgave         |                       |
| 2023 |                 |                      | 80e              | 91e             | 65e            | 60e            | 28e                   |
| 2024 |                 | 39e                  | 56e              | 97e             | 39e            | 49e            | 14e                   |
| 2025 | 82e             | 79e                  | 61e              |                 | opgave         | 17e            |                       |

### Resultaten in overige rondes
| Jaar | Tour Down Under | Wielerweek van Valencia | Ronde van het Baskenland | Ronde van Zwitserland | Ronde van Romandië | Simac Ladies Tour |
| ---- | --------------- | ----------------------- | ------------------------ | --------------------- | ------------------ | ----------------- |
| 2022 |                 |                         | opgave                   | 43e                   | 23e                |                   |
| 2023 |                 | 41e                     |                          | 32e                   |                    | opgave            |
| 2024 | 11e             | 54e                     | 46e                      |                       |                    |                   |

## Ploegen
- 2021 -  ASD VO2 Team Pink
- 2022 -  Team DSM
- 2023 -  Team DSM
- 2024 -  Team dsm-firmenich PostNL
- 2025 -  Team dsm-firmenich PostNL

Bader (vanaf 16/7) · Barale · Barbieri · Ciabocco · Georgi · Hengeveld · Jastrab · Koch · Kool · Labous · van der Meiden (tot 30/7) · Nelson · Peperkamp · Plouffe · Rayer · Smith · Storrie · Uijen · Vinke
Bader · Barale · Barbieri · Cavalli · Ciabocco · Georgi · Heremans · Jastrab · Koch · Kool · Londoño · Nelson · Peperkamp · Roldan · Smith · Storrie · Uijen · Vinke